# Balkanostenasellus skopljensis
Balkanostenasellus skopljensis is een pissebed uit de familie Stenasellidae. De wetenschappelijke naam van de soort is voor het eerst geldig gepubliceerd in 1937 door Karaman.